# Ratolí de Field
El ratolí de Field (Pseudomys fieldi) és una espècie de rosegador de la família dels múrids. És endèmic d'Austràlia, on subsisteix en un grapat d'illes d'Austràlia Occidental després de desaparèixer de la terra ferma als voltants del segle xix. El seu hàbitat natural són les dunes costaneres. Està amenaçat pel canvi climàtic i canvis en el règim de foc. Aquest tàxon fou anomenat en honor de J. Field, «en reconeixement dels seus serveis valuosos recol·lectant part del material descrit en aquest article». Un estudi genètic publicat el 2021 plantejà la possibilitat que sigui un sinònim del ratolí de Gould, una espècie pretesament extinta des de feia més de 150 anys.